# Rabertshausen
Rabertshausen ist der nach Einwohnerzahl kleinste Stadtteil von Hungen im mittelhessischen Landkreis Gießen.

## Geografische Lage
Rabertshausen liegt östlich von Hungen am Rande des Vogelsberges. Durch den Ort verlaufen keine überörtlichen Straßen.

## Geschichte

### Ortsgeschichte
Die älteste bekannte schriftliche Erwähnung des kleinen Dorfs findet sich in einer Schenkungsurkunde des Grafen Berthold I. von Ziegenhain aus dem Jahre 1252: „curiam nostram in Rabinhusen sitam“ (Unser Gericht, in Rabinhusen gelegen ...) Eine weitere Erwähnung erfolgte 1335: „uf allin unsirn guden, die wir han zu Rabinshusen ...“ (auf allen unseren Gütern, die wir zu Rabinhusen haben). „unßern freiyin hoff zu Rabertzhaußen“ heißt es 1478. 1570 wird ein Einwohner mit Namen „Eisser Wendel“ zu Rabertshausen genannt.
Der Ortsname geht zurück auf den Rufnamen „Hraban“ in seiner späteren Form „Rathbert“.
Zu dem Gericht Rodheim zählten 1577 neben der Mühle Reinhausen auch die Höfe Rabertshausen und Ringelshausen. Nach einem Salbuch von 1537 waren dem hessischen Landgrafen in Rabertshausen nur einzelne Höfe zinspflichtig.
Die Statistisch-topographisch-historische Beschreibung des Großherzogthums Hessen berichtet 1830 über Rabertshausen:

„Rabertshausen (L. Bez. Nidda) evangel. Filialdorf; liegt 1 1⁄2 St. von Nidda, hat 35 Häuser und 219 evangelische Einwohner. Hierher gehören der Reinhäuser und Ringelshäuser Hof und 1 Mühle.“

Zum 31. Dezember 1970 erfolgte im Zuge der Gebietsreform in Hessen die freiwillige Eingliederung in die nächstgelegene Kleinstadt Hungen. Für Rabertshausen wurde wie für alle Stadtteile ein Ortsbezirk eingerichtet.

### Exklave
Zu Rabertshausen gehörte ehemals auch eine 53 ha große Exklave nordwestlich von Unter-Schmitten mit den Weilern Haubenmühle und Reinhäuser Hof mit der Weißmühle. Der Betrieb der Haubenmühle wurde Ende des 19. Jahrhunderts aufgegeben, der der Weißmühle erst 1965. Die zusammenhängende Exklave wurde auch als Rabertshausen II bezeichnet und hatte im Jahr 1970 50 Einwohner. Bei der Gebietsreform in Hessen kam diese Exklave zunächst mit Rabertshausen zur Stadt Hungen, was bei Niddaer Politikern auf großes Unverständnis stieß. Erst nach zähen Verhandlungen mit dem damaligen Landrat des Landkreises Gießen Ernst Türk gelang die Umgliederung der Exklave vom Landkreis Gießen in den Landkreis Büdingen und die Eingliederung in die Stadt Nidda. Die Bezeichnung Rabertshausen II existiert als Flurname weiterhin.
Der Reinhäuser Hof ist der „Rest einer Teilwüstung“ Reinhausen. Der Ort wird 1313 erwähnt: „den Luden von Reinhusin“ (den Leuten von Reinhausen). 1315 lautet es in einer Urkunde: „zu Renhusin, zu Wedershem, zu Salzhusen ...“
Der Ortsname wird als „Siedlung eines Regino“ gedeutet.
Bei der Belehnung des Landgrafen Ludwig I. durch den Abt Johann von Fulda im Juli 1434
fiel die Mühle zu Reinhausen in das Gericht Rodheim zusammen mit Orten Langd und Steinheim.

### Verwaltungsgeschichte im Überblick
Die folgende Liste zeigt die Staaten und Verwaltungseinheiten, denen Rabertshausen angehört(e):
- vor 1450: Heiliges Römisches Reich, Grafschaft Nidda, Amt Nidda
- 1450–1495: Erbstreit zwischen der Landgrafschaft Hessen und den Grafen von Hohenlohe
- ab 1450: Heiliges Römisches Reich, Landgrafschaft Hessen, Amt Nidda[23]
- ab 1567: Heiliges Römisches Reich, Landgrafschaft Hessen-Marburg, Amt Nidda, Gericht Rodheim[24]
- 1604–1648: Heiliges Römisches Reich, strittig zwischen Landgrafschaft Hessen-Darmstadt und Landgrafschaft Hessen-Kassel (Hessenkrieg)
- ab 1604: Heiliges Römisches Reich, Landgrafschaft Hessen-Darmstadt, Amt Nidda, Gericht Rodheim[25]
- 1787: Heiliges Römisches Reich, Landgrafschaft Hessen-Darmstadt, Amt Nidda und Lißberg, Gericht Rodheim[26]
- ab 1806: Großherzogtum Hessen,[Anm. 2] Fürstentum Oberhessen, Amt Nidda[27][28]
- ab 1815: Großherzogtum Hessen, Provinz Oberhessen, Amt Nidda[29]
- ab 1821: Großherzogtum Hessen, Provinz Oberhessen, Landratsbezirk Nidda[30][Anm. 3]
- ab 1832: Großherzogtum Hessen, Provinz Oberhessen, Kreis Nidda
- ab 1848: Großherzogtum Hessen, Regierungsbezirk Nidda
- ab 1852: Großherzogtum Hessen, Provinz Oberhessen, Kreis Nidda
- ab 1867: Norddeutscher Bund, Großherzogtum Hessen, Provinz Oberhessen, Kreis Nidda
- ab 1871: Deutsches Reich, Großherzogtum Hessen, Provinz Oberhessen, Kreis Nidda
- ab 1874: Deutsches Reich, Großherzogtum Hessen, Provinz Oberhessen, Kreise Gießen
- ab 1918: Deutsches Reich, Volksstaat Hessen, Provinz Oberhessen, Kreis Gießen
- ab 1938: Deutsches Reich, Volksstaat Hessen, Landkreis Gießen[31][Anm. 4]
- ab 1945: Deutsches Reich, Amerikanische Besatzungszone,[Anm. 5] Groß-Hessen, Regierungsbezirk Darmstadt, Landkreis Gießen
- ab 1946: Deutsches Reich, Amerikanische Besatzungszone, Hessen, Regierungsbezirk Darmstadt, Landkreis Gießen
- ab 1949: Bundesrepublik Deutschland, Hessen, Regierungsbezirk Darmstadt, Landkreis Gießen
- ab 1971: Bundesrepublik Deutschland, Hessen, Regierungsbezirk Darmstadt, Landkreis Gießen, Stadt Hungen
- ab 1977: Bundesrepublik Deutschland, Hessen, Regierungsbezirk Darmstadt, Lahn-Dill-Kreis, Stadt Hungen
- ab 1979: Bundesrepublik Deutschland, Hessen, Regierungsbezirk Darmstadt, Landkreis Gießen, Stadt Hungen
- ab 1981: Bundesrepublik Deutschland, Hessen, Regierungsbezirk Gießen, Landkreis Gießen, Stadt Hungen

## Bevölkerung

### Einwohnerstruktur 2011
Nach den Erhebungen des Zensus 2011 lebten am Stichtag dem 9. Mai 2011 in Rabertshausen 138 Einwohner. Darunter waren 6 (4,3 %) Ausländer. Nach dem Lebensalter waren 27 Einwohner unter 18 Jahren, 51 zwischen 18 und 49, 29 zwischen 50 und 64 und 24 Einwohner waren älter. Die Einwohner lebten in 57 Haushalten. Davon waren 18 Singlehaushalte, 15 Paare ohne Kinder und 15 Paare mit Kindern, sowie 9 Alleinerziehende und keine Wohngemeinschaften. In 9 Haushalten lebten ausschließlich Senioren und in 39 Haushaltungen lebten keine Senioren.

### Einwohnerentwicklung
| • 1633: | 22 Hausgesesse                                              |
| • 1669: | 86 Seelen                                                   |
| • 1742: | 24 Untertanen, 10 Junge Mannschaften, keine Beisassen/Juden |
| • 1791: | 167 Einwohner                                               |
| • 1800: | 167 Einwohner                                               |
| • 1806: | 139 Einwohner, 27 Häuser                                    |
| • 1829: | 219 Einwohner, 35 Häuser                                    |
| • 1867: | 211 Einwohner, 36 bewohnte Gebäude                          |
| • 1875: | 187 Einwohner, 35 bewohnte Gebäude                          |

| Rabertshausen: Einwohnerzahlen von 1791 bis 2020 | Rabertshausen: Einwohnerzahlen von 1791 bis 2020 | Rabertshausen: Einwohnerzahlen von 1791 bis 2020 | Rabertshausen: Einwohnerzahlen von 1791 bis 2020 | Rabertshausen: Einwohnerzahlen von 1791 bis 2020 |
| --- | ------------------------------------------------ | ------------------------------------------------ | ------------------------------------------------ | ------------------------------------------------ |
| Jahr |                                                  |                                                  |                                                  | Einwohner                                        |
| 1791 | 1791                                             |                                                  | 167                                              | 167                                              |
| 1800 | 1800                                             |                                                  | 167                                              | 167                                              |
| 1806 | 1806                                             |                                                  | 139                                              | 139                                              |
| 1829 | 1829                                             |                                                  | 219                                              | 219                                              |
| 1834 | 1834                                             |                                                  | 208                                              | 208                                              |
| 1840 | 1840                                             |                                                  | 197                                              | 197                                              |
| 1846 | 1846                                             |                                                  | 210                                              | 210                                              |
| 1852 | 1852                                             |                                                  | 207                                              | 207                                              |
| 1858 | 1858                                             |                                                  | 226                                              | 226                                              |
| 1864 | 1864                                             |                                                  | 210                                              | 210                                              |
| 1871 | 1871                                             |                                                  | 210                                              | 210                                              |
| 1875 | 1875                                             |                                                  | 187                                              | 187                                              |
| 1885 | 1885                                             |                                                  | 201                                              | 201                                              |
| 1895 | 1895                                             |                                                  | 181                                              | 181                                              |
| 1905 | 1905                                             |                                                  | 192                                              | 192                                              |
| 1910 | 1910                                             |                                                  | 188                                              | 188                                              |
| 1925 | 1925                                             |                                                  | 203                                              | 203                                              |
| 1939 | 1939                                             |                                                  | 208                                              | 208                                              |
| 1946 | 1946                                             |                                                  | 380                                              | 380                                              |
| 1950 | 1950                                             |                                                  | 361                                              | 361                                              |
| 1956 | 1956                                             |                                                  | 272                                              | 272                                              |
| 1961 | 1961                                             |                                                  | 232                                              | 232                                              |
| 1967 | 1967                                             |                                                  | 201                                              | 201                                              |
| 1971 | 1971                                             |                                                  | 207                                              | 207                                              |
| 1987 | 1987                                             |                                                  | 122                                              | 122                                              |
| 1991 | 1991                                             |                                                  | 130                                              | 130                                              |
| 2005 | 2005                                             |                                                  | 155                                              | 155                                              |
| 2011 | 2011                                             |                                                  | 138                                              | 138                                              |
| 2015 | 2015                                             |                                                  | 151                                              | 151                                              |
| 2020 | 2020                                             |                                                  | 123                                              | 123                                              |
| Datenquelle: Historisches Gemeindeverzeichnis für Hessen: Die Bevölkerung der Gemeinden 1834 bis 1967. Wiesbaden: Hessisches Statistisches Landesamt, 1968. Weitere Quellen: ; nach 1970 Stadt Hungen; Zensus 2011 |                                                  |                                                  |                                                  |                                                  |

### Historische Religionszugehörigkeit
| • 1829: | 219 evangelische Einwohner                         |
| • 1961: | 191 evangelische, 41 römisch-katholische Einwohner |

### Historische Erwerbstätigkeit
| • 1961: | Erwerbspersonen: 77 Land- und Forstwirtschaft, 23 Prod. Gewerbe, 6 Handel, Verkehr und Nachrichtenübermittlung, 10 Dienstleistung und Sonstiges. |

## Politik
Für den Stadtteil Rabertshausen besteht ein Ortsbezirk (Gebiete der ehemaligen Gemeinde Rabertshausen) mit Ortsbeirat und Ortsvorsteher nach der Hessischen Gemeindeordnung.
Der Ortsbeirat besteht aus fünf Mitgliedern. Bei den Kommunalwahlen in Hessen 2021 betrug die Wahlbeteiligung zum Ortsbeirat 79,25 %. Dabei wurden gewählt: Je ein Mitglied des Bündnis 90/Die Grünen und der „Bürgerliste Pro Hungen“ (ProH) und zwei Mitglieder der „Freien Wähler Hungen“ (FW). Der Ortsbeirat wählte Jochen Zschiedrich (FW) zum Ortsvorsteher.

## Persönlichkeiten
- Irmgard Reichhardt (1935–1994), Politikerin, bewirtschaftete das Hofgut Ringelshausen